# Liste der Stolpersteine in Pellingen
In der Liste der Stolpersteine in Pellingen werden die vorhandenen Gedenksteine aufgeführt, die im Rahmen des Projektes Stolpersteine des Künstlers Gunter Demnig bisher in Pellingen verlegt worden sind.

## Verlegte Stolpersteine
| Adresse                   | Name              | Inschrift                                                                                               | Verlegedatum  | Bild | Anmerkung |
| ------------------------- | ----------------- | --- | ------------- | ---- | --- |
| Trierer Straße (Standort) | Jenny Herrmann    | Hier wohnte Jenny Herrmann Jg. 1886 deportiert 1942 Izbica ermordet Mai 1942 Belzec                     | 22. Feb. 2014 |      | geboren am 15. April 1886 in Pellingen abweichende Schreibweise Nachname im Bundesarchiv                                  |
| Trierer Straße (Standort) | Bernhard Herrmann | Hier wohnte Bernhard Herrmann Jg. 1893 deportiert 1943 Theresienstadt 1944 Auschwitz ermordet           | 22. Feb. 2014 |      | geboren am 14. März 1893 in Pellingen abweichende Schreibweise Nachname im Bundesarchiv                                   |
| Trierer Straße (Standort) | Auguste Herrmann  | Hier wohnte Auguste Herrmann geb. Hayum Jg. 1896 deportiert 1943 Theresienstadt 1944 Auschwitz ermordet | 22. Feb. 2014 |      | geboren am 13. März 1896 in Könen                                                                                         |
| Trierer Straße (Standort) | Helmuth Herrmann  | Hier wohnte Helmuth Herrmann Jg. 1923 deportiert 1943 Auschwitz ermordet 3.3.1943                       | 22. Feb. 2014 |      | geboren am 27. Dezember 1923 in Pellingen wohnhaft in Pellingen und Köln abweichende Schreibweise Vorname im Bundesarchiv |
| Trierer Straße (Standort) | Rudi Herrmann     | Hier wohnte Rudi Herrmann Jg. 1929 deportiert 1943 Theresienstadt ermordet 6.10.1944 Auschwitz          | 22. Feb. 2014 |      | geboren am 14. Juni 1929 in Pellingen abweichende Schreibweise Vorname und Nachname im Bundesarchiv                       |